# 罩甲
罩甲是一種中國明代出現的盔甲，對襟而無袖，有長短兩種。在材質上有用甲片編成與布料兩種，布料材質者又作為一般服裝穿著，並流傳至朝鮮半島。明朝民眾後來模仿此鎧甲製成罩衣，1521年時明朝禁止普通軍民穿著皇家專用色與紫花色的罩甲罩衣，其他顏色則隨意使用。

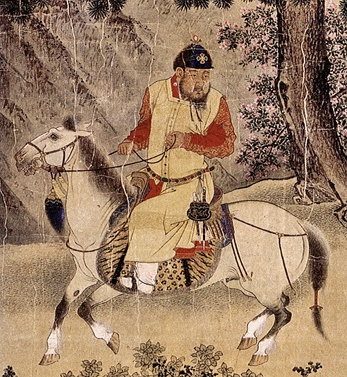
明宣宗著罩甲出獵。
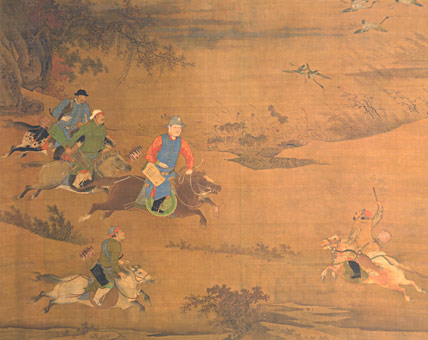
明宣宗著罩甲射獵。
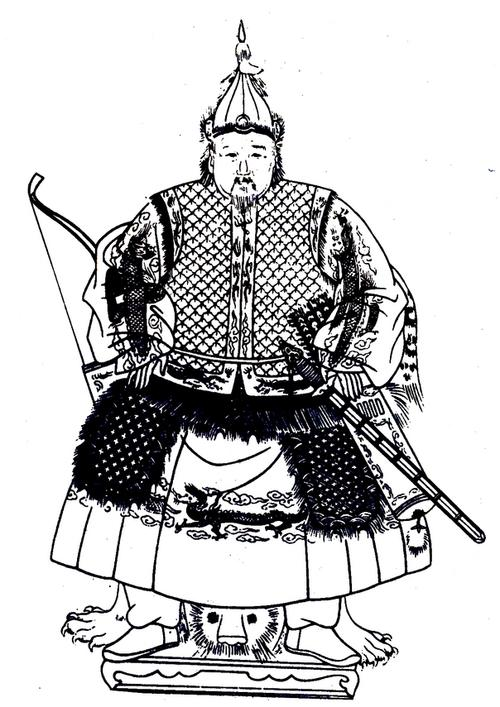
穿罩甲的明朝提督。

中國人民大學清史研究学者丁超指出滿清的馬甲和馬褂就是由罩甲演變而成，并认为建州女真從朝鮮人記載的“雜亂無章”走向“貴賤有別”的過程當中受到了漢族服飾很大影響。罩甲普及化的過程中，被認為會對關外的滿洲有所影響。由於滿洲的崛起有賴於騎射之利，而對襟衣之類又便於騎射。在此情形下，經濟文化相對落後的滿洲被指理所當然地大量借鑒了明代的冠服制度。